# Брикель, Павел Порфирьевич
Павел Порфирьевич Брикель (1903—1983) — советский военачальник, в годы Великой Отечественной войны — командир 6-й гвардейской кавалерийской дивизии 3-го гвардейского кавалерийского корпуса на ряде фронтов, Герой Советского Союза (29.05.1945). Гвардии генерал-майор (22.02.1944).

## Довоенная биография
Родился 18 ноября 1903 года в селе Малая Рублёвка ныне Котелевского района Полтавской области, в семье крестьянина. Украинец.
После окончания школы работал в родном селе.
В январе 1920 года добровольцем вступил в Красную Армию. Служил во 2-м запасном кавалерийском полку Юго-Западного фронта. Полк размещался в Харькове, в его составе П. Брикель принимал участие в Гражданской войне. Воевал против отрядов Н. Махно и многочисленных банд в Харьковской и Полтавской губерниях. В апреле 1922 года был демобилизован. Вернулся в родное село, где работал секретарём сельского совета, а затем секретарём райисполкома. В 1925 году окончил два курса Харьковского геодезического института.
В ноябре 1925 года был снова призван в ряды Красной Армии по спецнабору. Направлен на службу в 6-й железнодорожный полк, в декабре 1925 года переведён в отдельный кавалерийский эскадрон 45-й стрелковой дивизии Украинского военного округа (Киев) и там служил красноармейцем, командиром отделения, помощником командира взвода, старшиной роты, командиром взвода. С ноября 1927 года — старший учитель и начальник клуба 12-го стрелкового батальона местных войск в Кременчуге. В 1928 году экстерном окончил кавалерийскую школу при Киевской объединённой школе командиров РККА имени С. С. Каменева. Член ВКП(б) с 1926 года.
С октября 1928 года служил в 14-м кавалерийском полку 3-й Бессарабской кавалерийской дивизии имени Г. И. Котовского Украинского ВО (Бердичев): командир кавалерийского взвода, командир взвода полковой школы, командир эскадрона, ответственный секретарь партийного бюро полка, помощник командира полка по политической части. В 1935 году окончил курсы усовершенствования старшего политического состава при Военно-политической академии РККА имени Н. Г. Толмачева. С марта 1935 года — военный комиссар 13-го кавполка 3-й Бессарабской кавалерийской дивизии.
В декабре 1937 года батальонный комиссар П. П. Брикель был снят с должности, исключен из ВКП(б) и отдан под суд по клеветническому обвинению. В 1938 году временно исполнял должность помощника начальника 1-й (оперативной) части штаба той же дивизии, а в январе 1939 года вообще уволен из РККА. Аресту не подвергался. Дело рассматривалось очень долго, а за это время накал репрессий в РККА стал спадать. В августе 1939 года дело в отношении П. П. Брикеля было прекращено, вскоре его восстановили в ВКП(б).
В феврале 1940 года был восстановлен в Красной Армии и назначен военным комиссаром 34-го кавполка 3-й Бессарабской кавалерийской дивизии. Принимал участие в походе Красной Армии в Бессарабию и Северную Буковину (1940). С декабря 1940 года был помощником командира по строевой части этого полка.

## Великая Отечественная война
В боях Великой Отечественной войны с июня 1941 года. Воевал на Юго-Западном фронте, участвовал в приграничных сражениях на Западной Украине в составе войск 6-й армии, в Киевской и Сумско-Харьковской оборонительных операциях в составе 26-й армии этого фронта. В июле в звании майора назначен командиром 34-го кавалерийского полка 3-й кавалерийской дивизии 5-го кавалерийского корпуса. За проявленные мужество, героизм и умелое командование полком в самый тяжелый начальный период войны по представлению командира дивизии М. Ф. Малеева П. П. Брикель был награждён орденом Красного Знамени. Затем полк и дивизия воевали в составе 38-й армии, 21-й армии, оперативной группы генерала Ф. Я. Костенко, 28-й армии. За успешные действия в Елецкой наступательной операции (6—16.12.1941) 34-й кавалерийский полк майора П. П. Брикеля 25 декабря 1941 года получил гвардейское звание и стал именоваться 17-м гвардейским кавалерийским полком.
Уже под гвардейским знаменем полк П. П. Брикеля провёл глубокий рейд по немецким тылам (по территории Орловской области) в январе 1942 года, затем участвовал в Харьковском сражении, в Воронежско-Ворошиловградской оборонительной операции, с июля 1942 года — в оборонительном этапе Сталинградской битвы (там дивизия придавалась 21-й и 63-й армиям).
С октября 1942 — заместитель командира 6-й гвардейской кавалерийской дивизии, отличился при наступлении советских войск под Сталинградом на Юго-Западном и Сталинградском фронтах, в том числе в Котельниковской наступательной операции.
С января 1943 года и до конца войны — командир 6-й гвардейской кавалерийской дивизии З-го гвардейского кавалерийского корпуса. Участвовал в Ростовской наступательной операции. После пребывания в резерве Ставки ВГК с марта 1943 года корпус был передан Степному военному округу, а в августе 1943 — Западному фронту, где дивизия отличилась в Смоленской наступательной операции, в Витебской операции и в Белорусской стратегической наступательной операции на 3-м Белорусском и 2-м Белорусском фронтах. С января 1945 года участвовал во главе дивизии в Млавско-Эльбингской, Восточно-Померанской и Берлинской наступательных операциях. Был дважды ранен (в январе и в мае 1942 года).
Особенно успешно действовал в Берлинской наступательной операции. 27 апреля 1945 года 6-я гвардейская кавалерийская дивизия под командованием генерал-майора Брикеля, переправившись через Одер и обогнав пехоту, умелым маневрированием танков и кавалерийских частей разгромила арьергардные части противника, стремительно продвигаясь в направлении Темплина. 28-29 апреля умелым сосредоточением артиллерии, танков и спешенных кавалерийских полков 6-я гвардейская кавалерийская дивизия прорвала оборону противника на рубеже железной дороги и шоссе Темплина и подготовленную оборону на западном берегу реки Хавель, разгромила парашютно-егерский полк, части 2-й дивизии «Герман Геринг», несколько специальных батальонов противника, захватив более тысячи пленных. К исходу 29 апреля генерал-майор П. П. Брикель, находясь в 28-м гвардейском кавалерийском полку, развернул полк в конном строю и штурмом ворвался в немецкий город Рейнсберг, овладев им, выполнил задачу ранее на 24 часа. За два последующих дня, преодолев с боями 120 километров, гвардейцы 2 мая 1945 года встретились на берегах реки Эльбы с солдатами союзных армий. Конники преградили путь отходу большой группировке войск врага и взяли в плен свыше 5 тысяч гитлеровцев. Только у переправы через реку Доссе они захватили 52 орудия и 250 автомашин.
Указом Президиума Верховного Совета СССР от 29 мая 1945 года за образцовое выполнение боевых заданий командования на фронте борьбы с немецкими захватчиками и проявленные при этом отвагу и геройство, гвардии генерал-майору Павлу Порфирьевичу Брикелю присвоено звание Героя Советского Союза с вручением ордена Ленина и медали «Золотая Звезда» (№ 5543).
За период с 27 по 30 апреля 1945 года трижды в приказах Верховного Главнокомандующего отмечались успешные действия частей генерала П. П. Брикеля.
Участвовал в Параде Победы 24 июня 1945 года на Красной площади в Москве.

## Послевоенное время
После окончания войны П. П. Брикель командовал той же дивизией до её расформирования. Затем, с июня 1946 года — заместитель командира 3-й гвардейской кавалерийской дивизии Прикарпатского военного округа (Изяслав).
С июня 1947 года — начальник Дубовского военно-конного завода. В апреле 1948 года был уволен в отставку, оставаясь директором этого завода как гражданское лицо. В июне 1950 года назначен директором Северо-Кавказского треста конных заводов Министерства сельского хозяйства СССР.
С декабря 1951 года вновь на службе в Советской армии, будучи назначен начальником Центрального управления военно-конных заводов Министерства обороны СССР.
В августе 1953 года уволен в запас. Жил в городе Ростов-на-Дону. Работал директором областного ипподрома, а также в руководстве областной организации ДОСААФ. Судья всесоюзной категории по конному спорту (1959).
Последние годы жизни был председателем Совета ветеранов 3-го гвардейского кавалерийского корпуса. Автор серии публикаций о проблемах конного спорта, рассказов о подвигах воинов в годы войны и мемуаров.
Умер 12 октября 1983 года. Похоронен на аллее Почёта Северного кладбища Ростова-на-Дону.

## Награды
- Герой Советского Союза (19.05.1945)
- Два ордена Ленина (21.02.1945, 29.05.1945)
- Три ордена Красного Знамени (29.12.1941, 5.10.1943, 3.11.1944)
- Орден Суворова 2-й степени (22.07.1944)
- Орден Богдана Хмельницкого 2-й степени (10.04.1945)
- Орден Александра Невского (17.03.1943)
- Орден Трудового Красного Знамени
- Два ордена Красной Звезды
- Медаль «За оборону Сталинграда»
- Медаль «За оборону Киева»
- Медаль «За взятие Кёнигсберга»

иностранные награды
- Орден «Легион Почёта» степени офицера (США)
- Орден «Virtuti militari» (Польша)
- Медали иностранных государств

## Память
- Почётный гражданин городов Гродно и Лида.
- Его именем названа улица в Гродно.
- На Ростовском ипподроме проводятся скачки на приз П. П. Брикеля.
- В 2008 году в Ростове-на-Дону в честь Героя названа улица.[5]

## Сочинения
- Брикель П. П. Повесть о последнем рейде. — Грозный: Чечено-Ингушское книжное издательство, 1984. — 112 с.